# Primera División (Chile) 1970
Die Primera División 1970, auch unter dem Namen 1970 Campeonato Nacional de Fútbol Profesional bekannt, war die 38. Saison der Primera División, der höchsten Spielklasse im Fußball in Chile.
Die Meisterschaft gewann das Team von CSD Colo-Colo, das sich damit für die Copa Libertadores 1971 qualifizierte. Es war der zehnte Meisterschaftstitel für den Rekordmeister. Zudem qualifizierte sich auch der Vizemeister Unión Española für die Copa Libertadores. Für die Copa Ganadores de Copa qualifizierte sich Deportes Concepción, das allerdings die Teilnahme wegen zu geringer Beteiligung der anderen Mannschaften in der Gruppe später zurückzog. Tabellenletzter und Verlierer des Relegationsspiels ist CD Palestino, das somit in die zweite Liga abstieg.

## Modus
Die 18 Teams werden in zwei Torneos nach Region aufgeteilt und spielen jeder gegen jeden mit Hin- und Rückspiel. Die ersten fünf Teams sammeln je nach Platzierung Bonuspunkte für den Torneo Nacional, in dem in Zona A und B je 9 Teams der beiden Torneos aufeinandertreffen. Die besten vier Teams inklusive der Bonuspunkte aus der 1. Runde nehmen an der Meisterrunde teil. Die beiden Letztplatzierten spielen zwei Relegationsspiele um den Klassenerhalt. Meister ist der Sieger der Meisterrunde, der gleichzeitig an der Copa Libertadores 1971 teilnimmt. Der Tabellenzweite qualifiziert sich ebenfalls für die Copa Libertadores. Der Tabellendritte nimmt am neu geschaffenen Wettbewerb Copa Ganadores de Copa teil. Sind zwei Teams auf den ersten Plätzen punktgleich, gibt es zwei Entscheidungsspiele zwischen den punktgleichen Teams.

## Teilnehmer
Für Absteiger Santiago Morning spielt Zweitligameister Lota Schwager nun in der Primera División. Folgende Vereine nahmen daher an der Meisterschaft 1970 teil:
| Mannschaft            | Stadt             |
| --------------------- | ----------------- |
| Antofagasta Portuario | Antofagasta       |
| Audax Italiano        | Santiago de Chile |
| Colo-Colo             | Santiago de Chile |
| Deportes Concepción   | Concepción        |
| Deportes La Serena    | La Serena         |
| Everton               | Viña del Mar      |
| Green Cross Temuco    | Temuco            |
| CD Huachipato         | Talcahuano        |
| Lota Schwager         | Coronel           |
| CD Magallanes         | Santiago de Chile |
| CD O’Higgins          | Rancagua          |
| CD Palestino          | Santiago de Chile |
| Rangers de Talca      | Talca             |
| Santiago Wanderers    | Valparaíso        |
| Unión Española        | Santiago de Chile |
| Unión La Calera       | La Calera         |
| Universidad Católica  | Santiago de Chile |
| Universidad de Chile  | Santiago de Chile |

## 1. Runde

### Torneo Metropolitano
| Pl. | Verein                   | Sp. | S  | U | N | Tore    | Diff. | Punkte |
| --- | ------------------------ | --- | -- | - | - | ------- | ----- | ------ |
| 1.  | Unión Española           | 14  | 10 | 2 | 2 | 023:100 | +13   | 22     |
| 2.  | Universidad Católica     | 14  | 9  | 2 | 3 | 030:180 | +12   | 20     |
| 3.  | CSD Colo-Colo            | 14  | 6  | 3 | 5 | 020:160 | +4    | 15     |
| 4.  | Universidad de Chile (M) | 14  | 4  | 7 | 3 | 028:250 | +3    | 15     |
| 5.  | CD O’Higgins             | 14  | 3  | 6 | 5 | 019:210 | −2    | 12     |
| 6.  | CD Palestino             | 14  | 4  | 3 | 7 | 021:270 | −6    | 11     |
| 7.  | Audax Italiano           | 14  | 3  | 4 | 7 | 018:270 | −9    | 10     |
| 8.  | CD Magallanes            | 14  | 2  | 3 | 9 | 012:270 | −15   | 07     |

### Torneo Provincial
| Pl.                       | Verein                | Sp. | S | U | N  | Tore    | Diff. | Punkte |
| ------------------------- | --------------------- | --- | - | - | -- | ------- | ----- | ------ |
| 1.                        | Deportes Concepción   | 18  | 9 | 5 | 4  | 035:240 | +11   | 23     |
| 2.                        | Green Cross Temuco    | 18  | 8 | 6 | 4  | 034:240 | +10   | 22     |
| 3.                        | CD Huachipato         | 18  | 8 | 4 | 6  | 029:220 | +7    | 20     |
| 4.                        | Deportes La Serena    | 18  | 7 | 6 | 5  | 023:200 | +3    | 20     |
| 5.                        | Everton               | 18  | 6 | 7 | 5  | 026:240 | +2    | 19     |
| 6.                        | Antofagasta Portuario | 18  | 6 | 7 | 5  | 019:190 | ±0    | 19     |
| 7.                        | Lota Schwager (N)     | 18  | 6 | 5 | 7  | 029:250 | +4    | 17     |
| 8.                        | Rangers de Talca      | 18  | 6 | 4 | 8  | 022:240 | −2    | 16     |
| 9.                        | Santiago Wanderers    | 18  | 5 | 4 | 9  | 019:340 | −15   | 14     |
| 10.                       | Unión La Calera       | 18  | 2 | 6 | 10 | 023:430 | −20   | 10     |
| Quelle: , Stand: Endstand |                       |     |   |   |    |         |       |        |

| (M) | Vorjahresmeister |
| (N) | Aufsteiger       |

## Torneo Nacional

### Zona A
| Pl. | Verein                   | Sp. | S  | U | N | Tore    | Diff. | Punkte | Bonus | Gesamt |
| --- | ------------------------ | --- | -- | - | - | ------- | ----- | ------ | ----- | ------ |
| 1.  | Universidad Católica     | 18  | 10 | 2 | 6 | 035:270 | +8    | 22     | 4     | 26     |
| 2.  | Lota Schwager (N)        | 18  | 9  | 6 | 3 | 021:130 | +8    | 24     | 0     | 24     |
| 3.  | Deportes Concepción      | 18  | 7  | 6 | 5 | 023:200 | +3    | 20     | 5     | 25     |
| 4.  | Universidad de Chile (M) | 18  | 8  | 5 | 5 | 018:120 | +6    | 21     | 2     | 23     |
| 5.  | CD O’Higgins             | 18  | 7  | 5 | 6 | 023:210 | +2    | 19     | 1     | 20     |
| 6.  | CD Huachipato            | 18  | 5  | 6 | 7 | 027:250 | +2    | 16     | 0     | 16     |
| 7.  | Audax Italiano           | 18  | 7  | 2 | 9 | 018:210 | −3    | 16     | 0     | 16     |
| 8.  | Antofagasta Portuario    | 18  | 3  | 7 | 8 | 015:260 | −11   | 13     | 0     | 13     |
| 9.  | Unión La Calera          | 18  | 1  | 8 | 9 | 018:370 | −19   | 10     | 0     | 10     |

### Zona B
| Pl. | Verein             | Sp. | S  | U | N | Tore    | Diff. | Punkte | Bonus | Gesamt |
| --- | ------------------ | --- | -- | - | - | ------- | ----- | ------ | ----- | ------ |
| 1.  | Unión Española     | 18  | 10 | 7 | 1 | 035:180 | +17   | 27     | 5     | 32     |
| 2.  | Everton            | 18  | 11 | 3 | 4 | 034:220 | +12   | 25     | 1     | 26     |
| 3.  | CSD Colo-Colo      | 18  | 7  | 6 | 5 | 026:230 | +3    | 20     | 3     | 23     |
| 4.  | Green Cross Temuco | 18  | 6  | 6 | 6 | 024:210 | +3    | 18     | 4     | 22     |
| 5.  | CD Magallanes      | 18  | 6  | 5 | 7 | 029:300 | −1    | 17     | 0     | 17     |
| 6.  | Deportes La Serena | 18  | 5  | 4 | 9 | 016:280 | −12   | 14     | 2     | 16     |
| 7.  | Rangers de Talca   | 18  | 5  | 5 | 8 | 023:280 | −5    | 15     | 0     | 15     |
| 8.  | Santiago Wanderers | 18  | 6  | 3 | 9 | 020:290 | −9    | 15     | 0     | 15     |
| 9.  | CD Palestino       | 18  | 3  | 7 | 8 | 026:300 | −4    | 13     | 0     | 13     |

## Endrunde

### Meisterrunde
| Pl. | Verein                   | Sp. | S | U | N | Tore    | Diff. | Punkte |
| --- | ------------------------ | --- | - | - | - | ------- | ----- | ------ |
| 1.  | Unión Española           | 7   | 6 | 0 | 1 | 017:500 | +12   | 18     |
| 2.  | CSD Colo-Colo            | 7   | 6 | 0 | 1 | 019:900 | +10   | 18     |
| 3.  | Universidad de Chile (M) | 7   | 4 | 0 | 3 | 011:800 | +3    | 12     |
| 4.  | Universidad Católica     | 7   | 4 | 0 | 3 | 013:160 | −3    | 12     |
| 5.  | Deportes Concepción      | 7   | 3 | 1 | 3 | 013:130 | ±0    | 10     |
| 6.  | Everton                  | 7   | 3 | 0 | 4 | 011:110 | ±0    | 09     |
| 7.  | Lota Schwager (N)        | 7   | 1 | 1 | 5 | 008:170 | −9    | 04     |
| 8.  | Green Cross Temuco       | 7   | 0 | 0 | 7 | 005:180 | −13   | 0      |

## Entscheidungsspiele

### Meisterschaftsendspiel
| Datum      |                | Ergebnis  |               | Ort                        |
| ---------- | -------------- | --------- | ------------- | -------------------------- |
| 27.01.1971 | Unión Española | 1:2 n. V. | CSD Colo-Colo | Estadio Nacional, Santiago |

Das Spiel fand vor 71.335 Zuschauern im Estadio Nacional statt. Der brasilianische Stürmer Elson Beyruth brachte Colo-Colo in der 24. Spielminute in Führung, ehe Pacheco für Unión Española kurz vor der Pause ausgleichen konnte. Bis zum Schlusspfiff blieb es beim Remis. In der anschließenden Verlängerung konnte erneut Beiruth in der 110. Spielminute treffen und so Colo-Colo die zehnte nationale Meisterschaft sichern.

### Relegations-Playoff
|                 | Gesamt |              | Hinspiel | Rückspiel |
| --------------- | ------ | ------------ | -------- | --------- |
| Unión La Calera | 6:3    | CD Palestino | 4:0      | 2:3       |

Da beide Teams je ein Spiel gewonnen hatten, wurde ein drittes Spiel benötigt. Dies endete 1:1-Unentschieden und daher griff die Ergebnis-Regel, nach der Unión La Calera den Vergleich für sich entschied. Damit steigt CD Palestino in die zweite Spielklasse ab.

## Beste Torschützen
| Rang | Spieler          | Klub                 | Tore |
| ---- | ---------------- | -------------------- | ---- |
| 1    | Osvaldo Castro   | Green Cross Temuco   | 38   |
| 2    | Sergio Messen    | Universidad Católica | 28   |
| 3    | Eladio Zárate    | Unión Española       | 21   |
| 4    | Elson Beyruth    | CSD Colo-Colo        | 19   |
|      | Óscar Fuentes    | CD Palestino         | 19   |
|      | Osvaldo González | Green Cross Temuco   | 19   |